# Jocurile Olimpice de vară din 1928
A IX-a ediție a Jocurilor Olimpice s-a desfășurat la Amsterdam, Țările de Jos în perioada 17 mai - 12 august 1928.

## Organizare
- Orașe candidate: Los Angeles.
- Au participat 46 de țări și 3.014 de sportivi (din care 290 femei) care s-au întrecut în 109 de probe din 14 sporturi.
- Ceremonia a fost deschisă de Prințul Hendrik, soțul reginei Wilhelmina a Olandei.
- Pentru prima dată are loc ceremonialul aprinderii flăcării olimpice.
- Prima apariție a firmei Coca-Cola ca sponsor la Jocurile Olimpice.

## Sporturi olimpice
| - Atletism - Box - Canotaj - Ciclism - Echitație | - Fotbal - Gimnastică - Haltere - Hochei pe iarbă - Korfbal (demonstrativ) | - Lacrosse (demonstrativ) - Lupte - Natație - Navigație - Pentatlon modern | - Polo pe apă - Sărituri în apă - Scrimă |

## Evenimente marcante
- Pentru prima dată, femeile participă la atletism (100 m, 800 m, 4 X 100 m, săritura în înălțime și aruncarea discului).
- Paavo Nurmi din Finlanda câștigă a 9-a medalie de aur, terminând primul proba de 10.000 m.

## Clasamentul pe medalii
(Țara gazdă apare cu aldine.)
| Jocurile Olimpice 1928 |               |     |        |       |       |
| Poz.                   | Țară          | Aur | Argint | Bronz | Total |
| 1                      | Statele Unite | 22  | 18     | 16    | 56    |
| 2                      | Germania      | 10  | 7      | 14    | 31    |
| 3                      | Finlanda      | 8   | 8      | 9     | 25    |
| 4                      | Suedia        | 7   | 6      | 12    | 25    |
| 5                      | Italia        | 7   | 5      | 7     | 19    |
| 6                      | Elveția       | 7   | 4      | 4     | 15    |
| 7                      | Franța        | 6   | 10     | 5     | 21    |
| 8                      | Olanda        | 6   | 9      | 4     | 19    |
| 9                      | Ungaria       | 4   | 5      | 0     | 9     |
| 10                     | Canada        | 4   | 4      | 7     | 15    |

## România la JO 1928
Deoarece rugbiul, tenisul și tirul nu au mai figurat în programul acestor Jocuri Olimpice, s-a hotărât ca România să fie reprezentată numai de atleți și scrimeri. Dintre scrimerii români s-a remarcat Mihai Savu care a ajuns până în semifinale. Atleții au fost eliminați în serii și calificări.